# Phlyctenosis
Phlyctenosis is een kevergeslacht uit de familie van de boktorren (Cerambycidae). De wetenschappelijke naam van het geslacht werd voor het eerst geldig gepubliceerd in 1973 door Quentin & Villiers.

## Soorten
Phlyctenosis omvat de volgende soorten:
- Phlyctenosis alluaudi (Lameere, 1903)
- Phlyctenosis asperata (Waterhouse, 1880)
- Phlyctenosis bryanti (Gilmour, 1956)
- Phlyctenosis crassa (Fairmaire, 1868)
- Phlyctenosis danielae Quentin & Villiers, 1973
- Phlyctenosis denticornis Quentin & Villiers, 1973
- Phlyctenosis fairmairei (Lameere, 1903)
- Phlyctenosis gracilicornis (Waterhouse, 1882)
- Phlyctenosis laeta (Waterhouse, 1880)
- Phlyctenosis micros (White, 1853)
- Phlyctenosis mirabilis Quentin & Villiers, 1978
- Phlyctenosis mourgliai Bouyer, 2010
- Phlyctenosis peyrierasi Quentin & Villiers, 1973
- Phlyctenosis prosti (Lameere, 1903)
- Phlyctenosis robinsoni Quentin & Villiers, 1973
- Phlyctenosis rubra Quentin & Villiers, 1973
- Phlyctenosis vicina (Waterhouse, 1880)